# Avezzano
Avezzano je mesto v Abrucih (Province L'Aquila).
Zajema površino 104,09 km² in ima 42.427 prebivalcev (2019). 

## Frazioni
V okolici Avezzano se nahajajo  frazioni: Antrosano, Borgo Incile, Borgo Via Nuova, Caruscino, Castelnuovo dei Marsi, Cese dei Marsi, Paterno, San Pelino.